# Tati Gabrielle

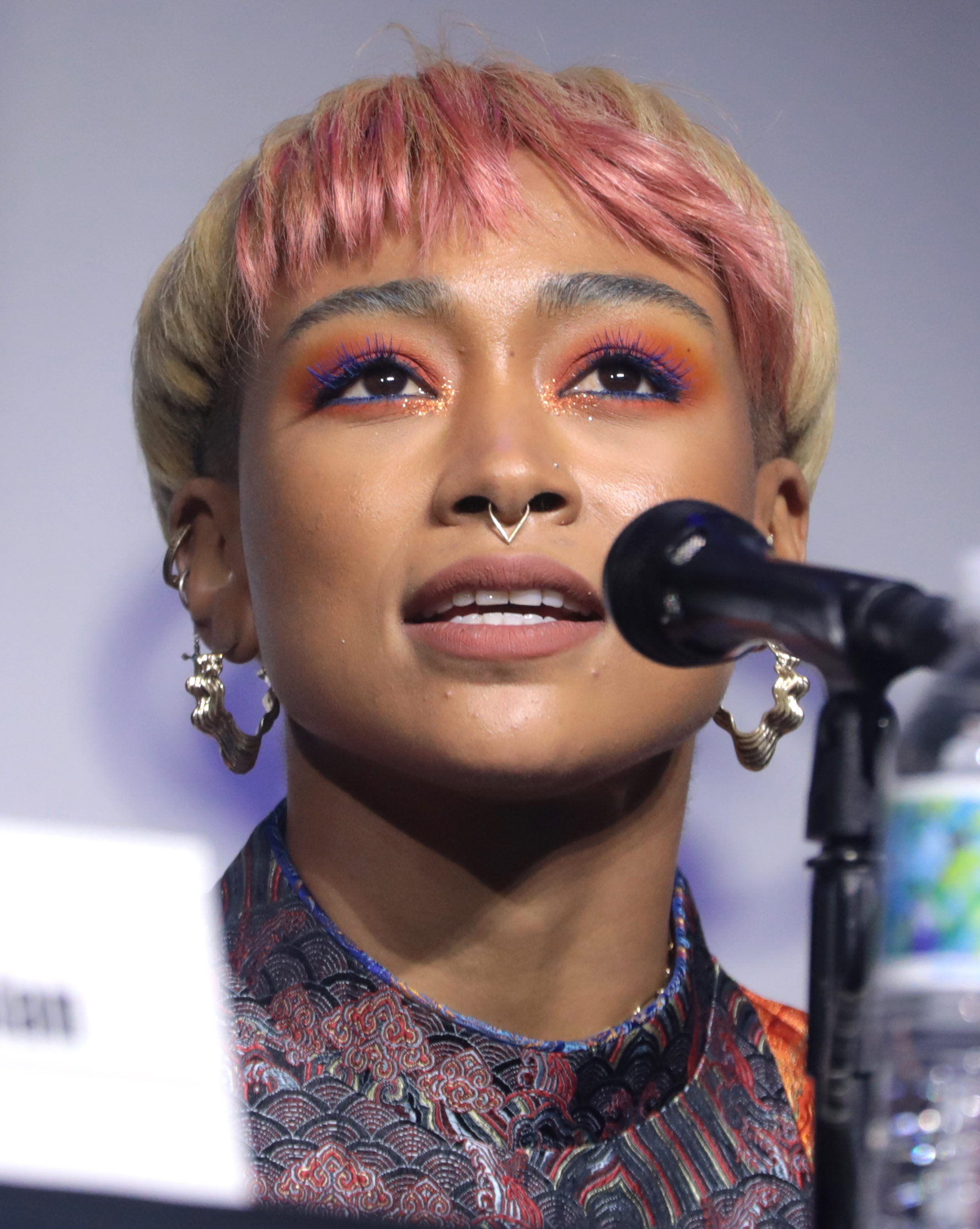
Tati Gabrielle, 2023

Tati Gabrielle (bürgerlich Tatiana Gabrielle Hobson, * 25. Januar 1996 in San Francisco, Kalifornien) ist eine US-amerikanische Schauspielerin. Sie ist bekannt für ihre Rollen als Gaia in der Fernsehserie The 100 und als Prudence in der Netflix-Serie Chilling Adventures of Sabrina.

## Leben
Hobson wurde von ihrer koreanisch-amerikanischen Mutter großgezogen. Im Alter von drei Jahren begann sie zu modeln und wurde mit fünf Jahren Model für die Kaufhäuser Macy’s und Nordstrom.
Während ihrer Schulzeit wurde sie in das Theaterprogramm der Oakland School of Arts aufgenommen und spielte in mehreren Produktionen.  Nach dem Schulabschluss zog Tati nach Atlanta, Georgia, wo sie am Spelman College Schauspiel und Französisch studierte.
Erstmals bei einem Film in Erscheinung trat Gabrielle, noch unter ihrem Namen Tatiana Hobson, als Keating im Kurzfilm To Stay the Sword von 2014. Im Jahr 2015 zog Gabrielle nach Los Angeles. Sie spielte im Kurzfilm Tatterdemalion (2015) und im Fernsehfilm Just Jenna (2016).
Als Tati Gabrielle spielte sie 2016 in je einer Folge der Disney-Channel-Comedy-Serie K.C. Undercover und von Nickelodeons Die Thundermans mit.
Im Jahr 2017 bekam Gabrielle ihre erste wiederkehrende Rolle als Gaia in dem apokalyptischen Drama The 100 des Senders The CW. In Emoji – Der Film von 2017 sprach sie die Rolle der Addie. Ab 2018 spielt sie die Rolle der Prudence Night in der Netflix-Originalserie Chilling Adventures of Sabrina.
Danach erhielt sie im Jahr 2020 ihre Synchronrolle als Willow Park in der Disney-Zeichentrickserie Willkommen im Haus der Eulen aus der Firma Disney Television Animation. Die Pflanzenhexe Willow Park wurde in allen drei Staffeln der Serie Willkommen im Haus der Eulen von Gabrielle gesprochen.

## Filmografie
- 2014: To Stay the Sword (Kurzfilm)
- 2015: Tatterdemalion (Kurzfilm)
- 2016: Just Jenna (Fernsehfilm)
- 2016: K.C. Undercover (Fernsehserie, eine Folge)
- 2016: Die Thundermans (The Thundermans, Fernsehserie, eine Folge)
- 2017: Dimension 404 (Fernsehserie, eine Folge)
- 2017: Emoji – Der Film (The Emoji Movie)
- 2017: Freakish (Fernsehserie, 4 Folgen)
- 2017: Tarantula (Fernsehserie, 4 Folgen)
- 2017–2020: The 100 (Fernsehserie, 29 Folgen)
- 2018–2020: Chilling Adventures of Sabrina (Fernsehserie)
- 2020: Willkommen im Haus der Eulen (The Owl House, Fernsehserie, Stimme von Willow Park)
- seit 2021: You – Du wirst mich lieben (Fernsehserie, 10 Folgen)
- 2022: Uncharted
- 2023: Kaleidoskop (Fernsehserie, 9 Folgen)
- 2025: The Last of Us (Fernsehserie, 3 Folgen)